# Théâtre des Quartiers d'Ivry
Le Théâtre des Quartiers d'Ivry (TQI) est un centre dramatique national situé rue Raspail à Ivry-sur-Seine (Val-de-Marne). Après avoir été hébergé par le Théâtre d’Ivry Antoine Vitez, il intègre ses nouveaux locaux en décembre 2016 dans le bâtiment principal de la Manufacture des œillets, réaménagé et agrandi.

## Historique

### Débuts
En 1971, Antoine Vitez propose à Jacques Laloé, maire d’Ivry, et à son adjoint aux affaires culturelles, Fernand Leriche, un projet de création théâtrale. En 1972, le Théâtre des Quartiers d’Ivry, qui se propose d’investir des lieux non théâtraux dans les quartiers, est créé.
Le Studio d’Ivry, une petite salle rue Ledru-Rollin, devient un espace pour de jeunes créateurs. Les premiers spectacles de Stuart Seide, Brigitte Jaques, Stéphan Boublil, Les Deschiens de Jérôme Deschamps et Macha Makeïeff, y voient le jour[réf. nécessaire].
En 1976, la ville réhabilite un ancien grenier à sel, rue Simon-Dereure, pour en faire le théâtre municipal, inauguré en 1980.
En 1981, Antoine Vitez est nommé au Théâtre national de Chaillot, Philippe Adrien lui succède jusqu’en 1984.
Catherine Dasté, petite-fille de Jacques Copeau et fille de Jean Dasté, assure la direction du Théâtre des Quartiers d’Ivry de 1985 à 1992.
Élisabeth Chailloux et Adel Hakim dirigent le lieu à partir de 1992.

### À partir de 2003
En 2003, le Théâtre des Quartiers d’Ivry devient centre dramatique national et prend ainsi la succession du Théâtre du Campagnol dirigé par Jean-Claude Penchenat.
En 2006, le Studio Casanova, nouvel espace d’exploration et de recherche, ouvre à Ivry. L’activité théâtrale du TQI se déroule désormais dans trois lieux : 
- le Théâtre d’Ivry Antoine Vitez (salle de 240 places), 1 rue Simon-Dereure,
- le Studio Casanova (salle de 90 places), 69 avenue Danielle-Casanova,
- l’Auditorium Antonin-Artaud de la médiathèque (salle de 120 places), 152 avenue Danielle-Casanova.

En juin 2009, la ville d’Ivry fait l’acquisition de la Manufacture des œillets. Une partie de cet édifice est attribuée au Théâtre des Quartiers d’Ivry dont les activités, pour la première fois depuis sa création, seront rassemblées en un seul lieu à l'issue des travaux de réhabilitation.

### Déménagement de 2016
Les nouveaux bâtiments dans l'ancienne Manufacture des œillets sont inaugurés les 10 et 11 décembre 2016.
Adel Hakim étant décédé fin août 2017, Élisabeth Chailloux présente seule la deuxième saison (2017-2018) dans le nouveau cadre.

### Changements de direction
Au cours de l'année 2018, Jean-Pierre Baro est recruté pour succéder à Élisabeth Chailloux à la direction du théâtre. Il prend ses nouvelles fonctions le 1er janvier 2019. Dès sa prise de poste, une polémique se développe concernant une plainte pour viol à son encontre, plainte classée sans suite.
Pour la saison 2019-2020, Baro est entouré de Adeline Olivier (autrice, dramaturge, artiste associée à la direction), Amine Adjina (auteur, comédien, metteur en scène) et Émilie Prévosteau (comédienne, metteuse en scène), Dieudonné Niangouna (auteur, comédien, metteur en scène) et Simon de Reyer, photographe.
Toutefois, comme l'écrit Le Monde, « l’image du TQI n’a pas tardé à se dégrader, de même que le climat en interne, tandis que la fréquentation a nettement chuté. » Fin décembre 2019, face au malaise qui s'était installé chez le personnel du théâtre, entraînant manifestations et grèves, Jean-Pierre Baro démissionne de son poste, laissant la direction du théâtre à son adjoint dans l'attente de la nomination d'un nouveau directeur.
En septembre 2020, l'auteur et metteur en scène Nasser Djemaï est nommé directeur du théâtre par le ministère de la Culture.